# Yanou Lake
Der Yanou Lake (chinesisch 燕鸥湖, Pinyin Yàn ōu hú ‚Seeschwalbensee‘) ist ein kleiner See auf der Fildes-Halbinsel von King George Island im Archipel der Südlichen Shetlandinseln. Er liegt unmittelbar östlich des Gaoshan Lake südöstlich der Große-Mauer-Station.
Chinesische Wissenschaftler benannten ihn 1986. Das UK Antarctic Place-Names Committee übertrug diese Benennung 2007 in einer transkribierten Teilübersetzung ins Englische.